# NSU 5/10 PS
Der NSU 5/10 PS war ein kleiner PKW, den die Neckarsulmer Fahrzeugwerke Aktiengesellschaft in den Jahren 1910 und 1911 bauten.
Der 5/10 PS war der erste Kleinwagen des Herstellers. Es wurden zwei Ausführungen, zunächst mit Zwei- dann auch mit Vierzylindermotor, hergestellt.
Das Zweizylindermodell hatte einen Blockmotor mit einem Hubraum von 1105 cm³ (Bohrung × Hub = 75 × 125 mm), der 10 PS (7,4 kW) bei 1400/min leistete. Der Motor besaß bereits eine Druckumlaufschmierung und eine Magnetzündung. Die Kraft wurde über eine Lederkonuskupplung, ein an einer außen liegenden Kulisse zu schaltendes Dreiganggetriebe und eine Kardanwelle auf die Hinterräder übertragen. Der Radstand betrug 2100 mm, die Spurweite 1150 mm und die Länge des Fahrzeugs 3300 mm. Das Gewicht des Fahrgestells lag bei. 550 kg, die Höchstgeschwindigkeit lag bei 50 km/h.
Das Vierzylindermodell hatte einen Blockmotor mit einem Hubraum von 1132 cm³ (Bohrung × Hub = 60 × 100 mm), der ebenfalls 10 PS (7,4 kW), jedoch bei 1600/min leistete. Die übrigen Antriebsdaten, sowie die Größenverhältnisse, entsprachen denen des Zweizylindermodells.
Beide Fahrzeuge waren als Phaeton, Doppelphaeton oder Lieferwagen erhältlich.
Das Zweizylindermodell wurde nur 1910 gebaut und war bald wieder vom Markt verschwunden. Das Vierzylindermodell war erfolgreicher, weil in der Handhabung leichter verständlich. Es wurde auch 1911 noch gefertigt. Im selben Jahr ersetzte der 5/11 PS, wiederum mit Zwei- oder mit Vierzylindermotor lieferbar, diese Modelle.